# Astragalus leiosemius
Astragalus leiosemius är en ärtväxtart som först beskrevs av Vladimir Ippolitovich Lipsky, och fick sitt nu gällande namn av Mikhail Grigoríevič Popov. Astragalus leiosemius ingår i släktet vedlar, och familjen ärtväxter. Inga underarter finns listade i Catalogue of Life.